# ФК Жалгирис
ФК „Жа̀лгирис“ (на литовски: Futbolo Klubas Žalgiris, Футболо Клубас Жалгирис) е литовски футболен клуб от град Вилнюс. Най-известният литовски клуб по съветско време. Основан на 16 май 1947 г.

## История
През 2006 г. собственик на клуба става литовския предприемач Вадим Кастуев, който две години по-късно става официален президент на отбора. Годишният бюджет на „Жалгирис“ е около 4 милиона лита (близо 1,2 милиона евро).
През май 2008 г. Кастуев е арестуван в Москва. Футболистите престават да получават заплати, но администрацията на клуба обявява, че отборът не се продава. Също така на футболистите обаче е съобщено, че клубът не може да се разплати с тях, бюджетът ще бъде значително съкратен, а те могат да си търсят нови отбори. След това заявление, Жалгирис е напуснат от десетина играчи.
През 2009 отборът изпада в 1 лига, но печели титлата и се връща в А лига. Клубният стадион е продаден поради дългове и Жалгирис нямат свой стадион.

## Срещи с български отбори
Отборът на „Жалгирис“ се е срещал с български отбори в официални и контролни срещи.

### „Лудогорец“
С „Лудогорец“ се е срещал два пъти в официални мачове от Втория квалификационен кръг на ШЛ. Първият се играе на 12 юли 2017 г. във Вилнюс и завършва 2 – 1 за „Жалгирис“. Вторият се играе на 19 юли 2017 г. в Разград като завършва 4 – 1 за „Лудогорец“.

## Предишни имена
| Години      | Име             |
| ----------- | --------------- |
| 1947        | „Динамо“        |
| 1948 – 1961 | „Спартак“       |
| 1962 - 1989 | „Жалгирис“      |
| 1990 – 1992 | ФК „Жалгирис“   |
| 1993 - 1994 | „Жалгирис—ЕБСВ“ |
| 1995 - 2008 | ФК „Жалгирис“   |
| 2009 - 2015 | ВМФД „Жалгирис“ |
| от 2015     | ФК „Жалгирис“   |

## Успехи
СССР
- Първенство на СССР (Висша лига)
  -  Бронзов медал (1): 1987
- Първенство на СССР (Първа лига)
  -  Шампион (1): 1982
- Купа на СССР:
  - 1/2 финалист (1): 1987/88
- Купа на федерацията на СССР:
  - 1/2 финалист (1): 1987

Литва
- А Лига:
  -  Шампион (11): 1991, 1991 – 92, 1998 – 99, 2013, 2014, 2015, 2016, 2020, 2021, 2022, 2024
  -  Вицешампион (13): 1993, 1994, 1995, 1997, 1998, 1999, 2000, 2011, 2012, 2017, 2018, 2019, 2023
  -  Бронзов медал (4): 1990, 1996, 2001, 2010

- Купа на Литва:
  -  Носител (14): 1991, 1993, 1994, 1997, 2003, 2012, 2013, 2014, 2015, 2015 – 16, 2016, 2018, 2021, 2022
  -  Финалист (6): 1990, 1992, 1995, 2000, 2001, 2017

- Суперкупа на Литва:
  -  Носител (9): 2003, 2013, 2014, 2015, 2016, 2017, 2020, 2023, 2025
  -  Финалист (3): 2019, 2021, 2022

## Международни турнири
- Балтийска лига:
  -  Шампион (2): 1990, 1994
- Универсиада:
  -  Победител (1): 1987

## Сезони (2009 – …)
| Сезон | Hиво | Лига       | Място |  |
| ----- | ---- | ---------- | ----- |  |
| 2009  | 2.   | Първа лига | 6.    |  |
| 2010  | 1.   | А Лига     | 3.    |  |
| 2011  | 1.   | А Лига     | 2.    |  |
| 2012  | 1.   | А Лига     | 2.    |  |
| 2013  | 1.   | А Лига     | 1.    |  |
| 2014  | 1.   | А Лига     | 1.    |  |
| 2015  | 1.   | А Лига     | 1.    |  |
| 2016  | 1.   | А Лига     | 1.    |  |
| 2017  | 1.   | А Лига     | 2.    |  |
| 2018  | 1.   | А Лига     | 2.    |  |
| 2019  | 1.   | А Лига     | 2.    |  |
| 2020  | 1.   | А Лига     | 1.    |  |
| 2021  | 1.   | А Лига     | 1.    |  |
| 2022  | 1.   | А Лига     | 1.    |  |
| 2023  | 1.   | А Лига     | 2.    |  |
| 2024  | 1.   | А Лига     | 1.    |  |

## Български футболисти
- Георги Калайджиев: 2008-пролет - (10 мача - 2 гола)
- Венелин Филипов: 2018/19 - (16 мача - 0 гола)
- Милен Гамаков: 2021 - (20 мача - 1 гол)